# Avelino da Conceição do Carmo
Avelino da Conceição do Carmo (... – 17 febbraio 1958) è stato un cestista portoghese.
È morto nel 1958 a causa di un incidente stradale occorso nella serra de São Mamede.

## Carriera
Con il Portogallo ha disputato i Campionati europei del 1951.